# Charles Bourgeois (poète)
Pour les articles homonymes, voir Bourgeois et Charles Bourgeois.
Charles Bourgeois, né à Hirson le 27 septembre 1917 et mort à Château-Thierry le 25 avril 1976, est un poète français.

## Biographie
Ses parents, modestes fermiers, tenaient l’auberge du « Pas Bayard » au cœur de  la forêt d’Hirson, non loin de la Belgique où se retrouvaient souvent les contrebandiers amis. Mais pour des raisons pratiques, dès qu’il atteint l’age scolaire, on  confie l’enfant à sa grand-mère dans le village voisin de Mondrepuis où se trouve l’école communale.
Après ses études secondaires au collège d’Hirson puis de Vervins, il intègre l’école normale d’instituteurs de Laon où il rencontre Hélène, sa future épouse. Tout juste titulaires de leur brevet supérieur, ils se marient en juillet 1939. Charles est réformé pour raison de santé et nommé à Bézu-Saint-Germain. En 1946, il obtient avec son épouse le double poste d’Épaux-Bézu, village qu’ils ne quitteront plus et qu’ils animeront au gré du temps par le biais des fêtes scolaires, des voyages, des activités culturelles, artistiques et sportives et où ils élèveront leurs trois enfants.
Charles Bourgeois a alors déjà beaucoup écrit et publié dans diverses revues et recueils qu’il a fait éditer avec les moyens du bord.  Durant la guerre, il a même fondé avec son ami Bernard Jourdan « l’association des poètes paysans » symbolisée par un petit journal auquel s’abonnent les nombreux adhérents. Il se lie également avec Maurice Carême, le poète belge, avec qui il entretient une correspondance suivie. Par la suite, il créera d’autres clubs de rencontre, accueillant toujours avec plaisir les poètes « en herbe ».
Malgré les quelque 900 œuvres qu’il nous a laissées, la poésie ne fut cependant pas sa seule passion. Il défendit ainsi toujours avec vigueur la langue française surtout face aux attaques du « franglais », qu’il ne cessa de stigmatiser tant dans la presse qu’au cours de réunions publiques. Féru d’histoire, il fut un intervenant très écouté à la Société historique et archéologique de Château-Thierry dont il demeura membre jusqu’à sa disparition. Il s’adonna également avec bonheur et talent au dessin et à la peinture, privilégiant souvent les techniques du fusain et de l’encre de Chine comme cette série consacrée aux « Vieilles pierres de Château-Thierry » dont la publication connut un vif succès en son temps. Éclectique au possible, il excella dans le domaine  mycologique où ses connaissances faisaient référence. Il convient pour finir de rappeler les expositions qu’il organisait, chaque année au château d’Epaux-Bézu, avec l’appui et le concours amical d’André Bordier, le maire du village. Évoquons quelques thèmes marquant : « la défense de la nature », « l’artisanat régional », « L’histoire de l’école », « Terre intelligente », « Le salon du jouet ».
Il repose au cimetière d'Épaux-Bézu. L'école du village porte le nom de Charles Bourgeois.
Dans « Balade dans l’Aisne », ouvrage sur les écrivains du département, Marie-Noëlle Craissati lui a rendu un très bel hommage. On l’y retrouve, en effet, en compagnie, entre autres, de La Fontaine, Racine, Dumas, Apollinaire, Aragon et Claudel. Le prix littéraire « Albert Barbeaux – Charles Bourgeois », qui se tient tous les deux ans à Château-Thierry, récompense des poètes venus de tous horizons.

## Publications
- Sources d'aube : Poèmes, Les Paragraphes littéraires de Paris, 1963
- Quotidienneté, E. Bassac, 1972
- Les Poésies de la chaise à traire, J. Le Mauve, 1974
- Mes père & mère, J. Le Mauve, 1979
- Les Uns les autres et les uns, Hautécriture, 1986
- La Terre est jeune, Hautécriture,   1989